# Rough Trade Records
Rough Trade Records — британский независимый лейбл звукозаписи, образованный в Лондоне (Англия) в 1978 году Джеффом Трэвисом (Geoff Travis) и поначалу специализировавшийся на выпуске пластинок пост-панк- и альт-рок-исполнителей. 
Rough Trade стал одним из самых влиятельных лейблов британской независимой сцены; деятельность его (согласно Independent) изменила ход музыкальной истории и по масштабам влияния сопоставима с радиопрограммами Джона Пила.
Лейбл обанкротился в 1991 году, но был возрождён девять лет спустя. 

Джефф Трэвис, кроме того, в партнёрстве с Warner Bros. Records образовал Blanco y Negro Records.

## История
Лейбл Rough Trade возник на основе магазина того же названия, который Джефф Трэвис открыл в феврале 1976 года на западе Лондона. Здесь продавались панк- и реггей-пластинки, фэнзины, разнообразная атрибутика. 
К началу 1978 года магазин имел столь разветвлённую сеть распространителей, что переход к статусу рейкорд-лейбла произошёл естественным путём. Первым релизом новой компании стал сингл «Paris Maquis» (RT001) французской панк-группы Metal Urbaine. За ним в том же году последовали ещё одиннадцать синглов; в числе тех, кто подписал первые контракты с Rough Trade, были Cabaret Voltaire, Augustus Pablo, Swell Maps, Electric Eels, Subway Sect.
До 11 июня 2002 года Rough Trade оставалась независимой компанией (ей владели Трэвис, Джанетт Ли, бывшая участница Public Image Limited (PIL), и Sanctuary Records) как составная часть Zomba Music Group. 
В 2002 году лейбл был куплен BMG, но в июле 2007 года (после того, как Sanctuary Records перепродали свою часть акций Beggars Group) снова стал независимым.
В 2006 году компания Black Dog Publishing выпустила иллюстрированную 192-страничную историю Rough Trade, написанную Робом Янгом из «Wire».

## Исполнители
- 1990s
- A R Kane
- Aberfeldy
- Accuser
- Adam Green
- Alabama Shakes[3]
- Alela Diane
- Horace Andy[4]
- Antony and the Johnsons
- Arcade Fire
- Aztec Camera[4]
- Babyshambles
- Bacio di Tosca
- The Band of Holy Joy[5]
- The Bats
- Baxter Dury
- Beat Happening[5]
- Bell Orchestre
- Belle & Sebastian
- Bernard Butler
- Blue Orchids[6]
- Brakes
- British Sea Power
- Basia Bulat
- The Burning Hell
- Butthole Surfers
- Cabaret Voltaire[7]
- Camper Van Beethoven[5]
- Carter USM
- Chris & Cosey[5]
- Chris Thomas
- Jarvis Cocker
- Colorfinger
- Cornershop
- Ivor Cutler[8]
- The Decemberists
- The Del Fuegos
- Delays
- Delta 5
- The Detroit Cobras
- Die Krupps
- Cara Dillon
- Disco Inferno
- The Dream Syndicate
- Duffy
- Bill Drummond
- Easterhouse
- Eddi Reader
- Emiliana Torrini
- Essential Logic
- Tav Falco's Panther Burns
- The Fall[9]
- feedtime
- The Feelies[10]
- The Fiery Furnaces
- Galaxie 500[11]
- Giant Sand
- The Go-Betweens[12].
- God Help the Girl
- Vic Godard
- Gruff Rhys
- Hal
- Albert Hammond, Jr.
- The Hidden Cameras
- The Hold Steady
- Houndmouth[13]
- Howard Bilerman
- Howler
- Hope Sandoval & The Warm Inventions
- Islands
- James
- James Davin
- Johnny Flynn & the Sussex Wit
- Freedy Johnston
- Richard H. Kirk
- David Kitt
- Kleenex
- Levitation
- Jeffrey Lewis
- Jenny Lewis
- The Libertines[14]
- LiLiPUT
- Little Joy
- The Long Blondes
- Cerys Matthews
- Massacra[15][16]
- Mazzy Star[17]
- Métal Urbain[18]
- Micachu
- Microdisney
- The Mighty Diamonds
- Miracle Legion
- Miracle Fortress
- The Moldy Peaches
- The Monochrome Set
- The Morning Benders
- Monsters of Folk
- The Motorcycle Boy
- My Morning Jacket
- Mystery Jets
- The Mr. T Experience
- Opal
- Palma Violets
- Pantha Du Prince
- Pere Ubu[19]
- Pooka
- The Pop Group
- Pussy Galore
- QueenAdreena
- The Raincoats[20]
- The Red Crayola
- Jonathan Richman
- Robert Rental
- Royal City
- Arthur Russell
- Sahotas
- Scissors for Lefty
- Scrawl
- Scritti Politti
- Shelleyan Orphan
- Short Dogs Grow
- Shrimp Boat
- The Smiths[21]
- Soul Asylum
- Souled American
- Epic Soundtracks
- Spizzenergi
- Spring Heel Jack
- Sufjan Stevens
- Stiff Little Fingers[22]
- Straitjacket Fits
- Strange Boys
- The Strokes
- Subway Sect[23]
- The Sundays
- Super Furry Animals
- Sweet Jesus
- Swell Maps[24]
- Television Personalities[25]
- They Might Be Giants
- This Heat
- Toiling Midgets
- Two Nice Girls
- James "Blood" Ulmer
- Ultramarine
- Taken by Trees
- The Virgin Prunes
- The Veils
- Warpaint
- Weekend
- Lucinda Williams
- Victoria Williams
- The Woodentops
- Robert Wyatt[26]
- Young Marble Giants
- Zounds